# Jakob Bogdani
Jakob Bogdani, včasih zapisan kot Jacob in Bogdány, madžarsko-britanski slikar, * 6. maj 1658, Eperjes, Ogrska (zdaj Slovaška), † 11. november 1724, London, Združeno kraljestvo.
Znan je po tihožitjih in slikah eksotičnih ptic .

## Biografija
Bogdani se je rodil v mestu Eperjes, takrat v okrožju Sáros na severu Kraljevine Ogrske (današnji Prešov, Slovaška). Leta 1684 je odšel v Amsterdam, kjer je živel in delal do selitve v London leta 1688.
V Amsterdamu se je seznanil z madžarskim črkorezcem in tipografom Miklósom Tótfalusijem Kisom, ki je prav tako študiral na Nizozemskem. V Londonu je bil uspešen kot specialist za slikanje tihožitij in ptic na dvoru kraljice Ane Stuart, več njegovih slik pa je postalo del kraljeve zbirke. Eden njegovih glavnih pokroviteljev je bil admiral George Churchill, brat vojvode Marlboroughskega, čigar znamenita ptičarka v parku Windsor je morda priskrbela teme za nekatere njegove slike.
Več njegovih slik je razstavljenih v Madžarski nacionalni galeriji in Muzeju lepih umetnosti v Budimpešti.